# Хедж фонд
Хедж фондът (от английски: hedge fund) е инвестиционен фонд, който може да гарантира по-широк обхват от инвестиционни и тръжни дейности отколкото други фондове, но е отворен за ограничен кръг инвеститори, който е определен от регулатори.
Хедж фондовете са предимно непублични дружества, като повечето са управлявани в САЩ и Великобритания и са регистрирани предимно в офшорни зони.
Използват широк набор от инвестиционни стратегии, включващи къси продажби, закупуване на компании, изпаднали в затруднено положение (с потенциал за възстановяване), спекулативно продаване и купуване на акции (докато се водят преговори за поглъщане), търговия с деривати.
Много богати индивидуални инвеститори участват в хедж фондовете, като в последно време се наблюдавава, че и институционални инвеститори като живото-застрахователни компании и пенсионни фондове все повече участват в тях.
Хедж фондът е колективна инвестиционна схема, която често е структурирана като дружество с ограничена отговорност и инвестира частен капитал спекулативно, с цел увеличаване на стойността на капитала. Хедж фондовете инвестират в разнообразни инвестиционни инструменти, пазари и стратегии. Въпреки че хедж фондовете са частни компании, те са регулирани от регулаторите на държавите, в които са регистрирани. Например в САЩ в хедж фондове могат да участват само определен вид инвеститори (акредитирани инвеститори, институционални инвеститори и др.).
Повечето инвестиционни стратегии на хедж фондовете целят постигане на позитивна възвръщаемост на инвестицията, независимо от движението на пазарите (абсолютна възвръщаемост). Често пъти мениджърите на хедж фондове инвестират собствени средства във фондовете, които управляват, за да имат сходен интерес с хората, които са инвестирали във фонда. Обикновено мениджърът на хедж фонда получава годишна такса за управление на фонда, която представлява процент от общите активи на фонда, а също така получава и такса на база на представянето на фонда, в случай че стойността на фонда се е увеличила през годините. Някои от хедж фондовете имат няколко милиарда долара активи под управление. През 2009 г., хедж фондовете представляват 1,1% от общите фондове и активи, притежавани от финансови институции. Към юни 2013 г. стойността на хедж фонд индустрията се оценява на 2,4 трилиона долара.
Тъй като хедж фондовете не са достъпни за масата от хора или за индивидуални инвеститори, фондовете и техните мениджъри са били освободени от някои регулации, които са прилагани спрямо други фондове и инвестиционни мениджъри, които трябва да спазват правила за структурирането, стратегиите и техниките, които използват. След финансовата криза от 2008 г. в САЩ и Европа бяха прокарани нови правила с цел по-доброто регулиране на хедж фондовете.

## История
Първият хедж фонд е основан от Алфред Уинслоу Джоунс през 1949 г. с цел хеджиране на риска от загуба при закупуване на акции.
По време на пазара на „биковете“ в САЩ през 20-те години на 20 век са съществували многобройни частни инвестиционни компании, които са били на разположение на богати инвеститори. Най-известният фонд по това време е Graham-Newman Partnership, основан от Бенджамин Граъм и Джери Нюман, който е цитиран от Уорън Бъфет като ранен хедж фонд.
Финансовият журналист Алфред Уинслоу Джоунс е човекът изрекъл фразата „хеджиран фонд“ и погрешно е смятан за създателят на първия хедж фонд през 1949 г. Джоунс нарича собствения си фонд „хеджиран“, термин, който се използва на Уол Стрийт, за да опише управлението на инвестиционния риск по време на промени на финансовите пазари. През 1968 г. е имало почти 200 хедж фонда.
През 70-те години, хедж фондовете се специализират в една стратегия и повечето мениджъри използват стратегията на дълги/къси продажби. По време на рецесията през 69 – 70 г. и сриването на пазара през 1973 – 1974 г., много хедж фондове затварят поради големи загуби. Интереса към хедж фондове се подновява към края на 80-те години. През 90-те години, броят на хедж фондовете се увеличава драстично, предимно заради богатството, което се акумулира по време на бума на финансовите пазари по това време. Друга причина за повишения интерес е обещаваната висока възвръщаемост. През следващото десетилетие стратегиите, използвани от хедж фондовете се увеличават: кредитен арбитраж, количествен и др. Американските институционални инвеститори като пенсионни фондове започват да пренасочват част от техните портфейли към хедж фондове.
По време на първото десетилетие на 21 век, хедж фондовете добиват голяма популярност и през 2008 г. активите, управлявани от хедж фондове се равняват на 1.93 трилиона щатски долара. Финансовата криза започнала през 2008 г. кара хедж фондовете да ограничат изтеглянето на средства от тях и в резултат на това популярността и активите под управление намаляват. През 2011 г. управляваните активи нарастват обратно и стигат почти 2 трилиона долара. Към февруари 2011 г., 61% от световните инвестиции в хедж фондове са от институционални инвеститори. Сред най-големите хедж фондове към юни 2011 г. са: Bridgewater Associates, Man Group и др.

## Стратегии
Хедж фондовете използват набор от стратегии за търговия, които са трудни за описване, тъй като често менят характера си. Стратегиите, които хедж фондовете използват могат да бъдат разделени в четири основни категории: глобална макро стратегия, дирекционна стратегия, стратегия водена от събитията и арбитражна стратегия. Тези четири стратегии се различават по своя инвестиционен стил и всяка една от тях има собствени свойства за риска и възвръщаемостта. Хедж фондовете могат да използват една, или комбинация от няколко стратегии.
Елементите, които определят стратегията на даден хедж фонд включват: подхода на фонда към пазара, ползваните инструменти, секторът, в който фонда е специализиран и др.

### Риск
Тъй като инвестициите в хедж фондове могат да добавят диверсификация към инвестиционните портфейли, инвеститорите могат да ги използват като средство за намаляването на портфейлния риск. Мениджърите на хедж фондове използват определени стратегии и инструменти за търгуване, които са съобразени спрямо желаното ниво на риск и възвръщаемост на инвеститора. Целта на хедж фондовете е да получат възвръщаемост, която е до известна степен независима от пазарните индекси. Въпреки че хеджирането е начин да се намали риска, хедж фондовете, както и другите типове инвестиции не са имнунизирани от риск. Според доклад от Хенеси груп, хедж фондовете са с 33% по-малко волатилни от индекса S&P 500 между 1993 г. и 2010 г.

### Управление на риска
В повечето държави, инвеститорите в хедж фондове са квалифицирани инвеститори, които са запознати с инвестиционните рискове и приемат тези рискове поради потенциалната по-висока възвръщаемост. Мениджърите на фондове могат да използват разширени стратегии за управление на риска, за да предпазят фонда и инвеститорите. Според в. Файненшъл таймс, „големите хедж фондове имат някои от най-усъвършенстваните практики за управление на риска.“ Хедж фондовете използват многообразие от техники и модели с цел калкулиране на риска.
Въпреки че използват специфични стратегии за управление на риска, хедж фондовете са изложени на същите типове риск като другите инвестиционни класове: риск свързан с ликвидността и мениджърски риск.
Много инвестиционни фондове използват леверидж (парични заеми), търгуване с маржове и др.

## Такси и компенсации

### Такси, плащани на хедж фондовете
Хедж фонд обикновено таксуват такса управление и такса на база на представянето на фонда.
Таксите за управление се пресмятат като процент от управляваните от фонда активи, като обикновено варират между 1% и 4%, като най-често срещаният процент е 2%. Таксите за управление покриват разходите за функционирането на фонда.
Таксите на база на представянето обикновено са между 10% и 50%, най-често 20%. Таксите на база на представянето стимулират мениджърите на фонда да увеличава приходите. Тази практика е критикувана от Уорън Бъфет, който твърди, че мениджърите на хедж фондове са склонни да поемат големи рискове, тъй като те се възползват от по-големи печалби, но не споделят загубите с инвеститорите.

## Възнаграждаване на мениджърите на портфейли
Хедж фондовете обикновено са притежание на мениджърите на портфейли и следователно печалбите от дейността отиват при тях. Докато таксите за управление покриват оперативните разходи, таксите на база представянето през годината обикновено се разделят между собствениците на фонда. Повечето мениджъри имат големи дялове в техните собствени фондове.

## Седалища и таксуване
Много от хедж фондовете са регистрирани в офшорни дестинации с цел намаляване на данъчната тежест.

## Регулация
Акт от 2008 г. за финансови услуги (регистриране и разрешаване на спорове) („Акт“) влиза в сила на 29 септември 2008 г., след което официално влезе изцяло в правата си актуализиран финансов регулатор в Нова Зеландия.
Регистър на доставчиците на финансови услуги Financial Service Providers Register беше отворена за получаване на проектните предложения е 16 август 2010 година. За по-голямата част от доставчиците на финансови услуги (FSP) регистрацията е задължителна от 1 декември 2010 година. Оттогава, доставчици на финансови услуги трябва да се регистрират, за да продължат да работят законно.
Хедж фондовете трябва да се придържат към националните закони на държавите, в които са регистрирани. Хедж фондовете обикновено следват правила, които не са толкова стриктни, като например тези за другите фондове. Това се дължи предимно на факта, че хедж фондовете приемат инвестиции само от акредитирани инвеститори. През 2010 г. като резултат от световната финансова криза, бяха наложени нови правила, към които хедж фондовете трябва да се придържат.